# Untertrubach

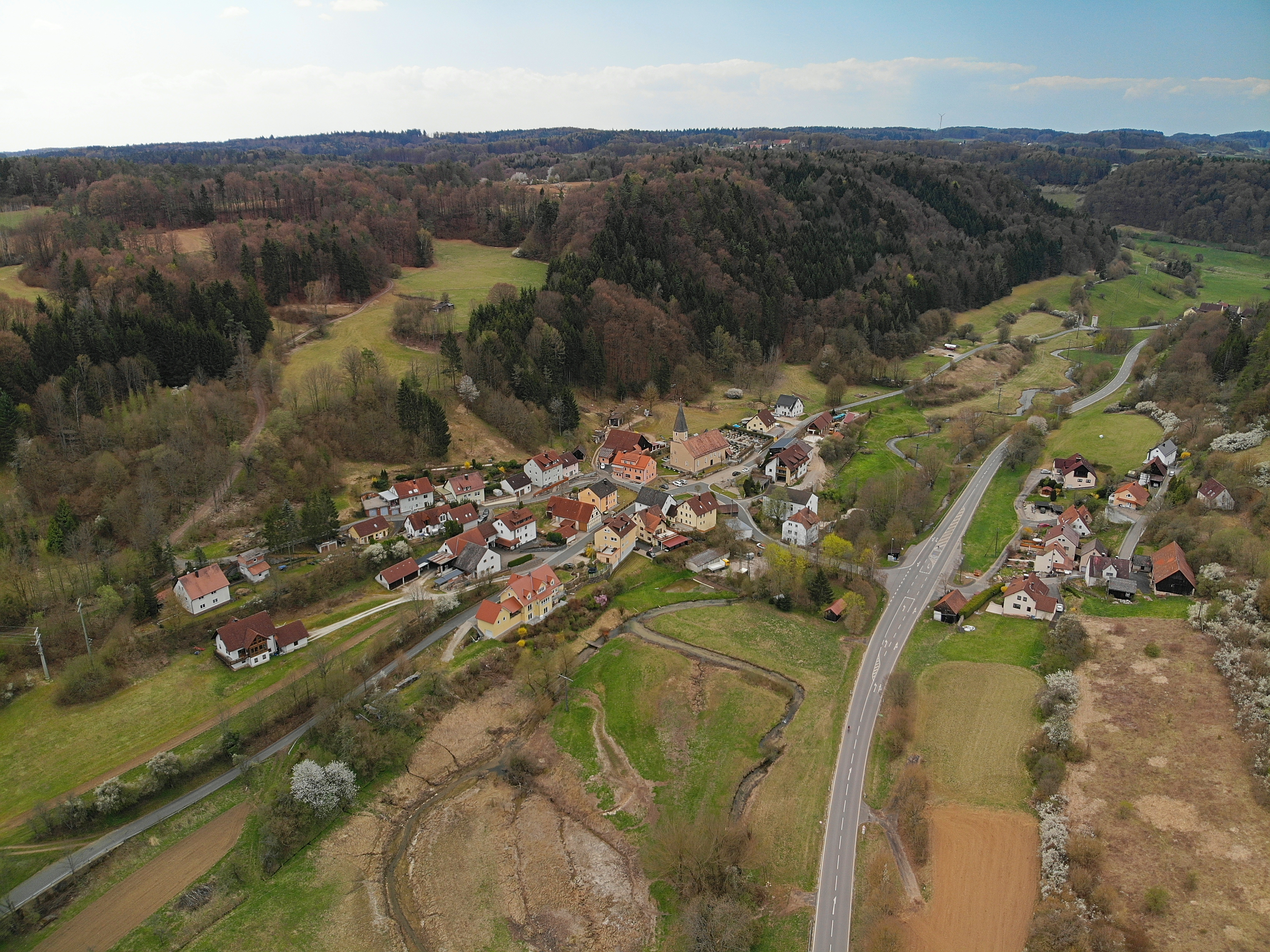
Luftbildaufnahme von Untertrubach, gesehen aus ostnordöstlicher Blickrichtung

Untertrubach ist ein Gemeindeteil der Gemeinde Obertrubach im Landkreis Forchheim (Oberfranken, Bayern).

## Geografie
Das Kirchdorf liegt im südlichen Randbereich der Wiesentalb etwa viereinhalb Kilometer westsüdwestlich von Obertrubach auf einer Höhe von 376 m ü. NHN.

## Geschichte
Die erste schriftliche Erwähnung von Untertrubach ist 1007 in der Gründungsurkunde des Bistums Bamberg enthalten, aus dem sich im Laufe des Spätmittelalters das Hochstift Bamberg entwickelte. Bis zum Beginn des 19. Jahrhunderts unterstand der Ort der Landeshoheit dieses geistlichen Fürstentums im Heiligen Römischen Reich. Die Dorf- und Gemeindeherrschaft hatte dessen Vogteiamt Wolfsberg, das auch die Grundherrschaft über alle 10 Anwesen des Ortes besaß. Hinsichtlich der Hochgerichtsbarkeit war der Ort zweigeteilt: Nördlich der Trubach übte sie das bambergische Amt Pottenstein in seiner Funktion als Centamt aus, südlich des Baches das zur Reichsstadt Nürnberg gehörende Pflegamt Betzenstein als Fraischamt. Als das Hochstift Bamberg infolge des Reichsdeputationshauptschlusses 1802/03 säkularisiert und unter Bruch der Reichsverfassung vom Kurfürstentum Pfalz-Baiern annektiert wurde, wurde Untertrubach Bestandteil der während der „napoleonischen Flurbereinigung“ in Besitz genommenen neubayerischen Gebiete.
Durch die Verwaltungsreformen zu Beginn des 19. Jahrhunderts im Königreich Bayern wurde Untertrubach mit dem Zweiten Gemeindeedikt 1818 Bestandteil der Ruralgemeinde Wolfsberg. Im Zuge der Gebietsreform in Bayern wurde Wolfsberg am 1. Januar 1972 in Obertrubach eingemeindet.

### Studio Untertrubach

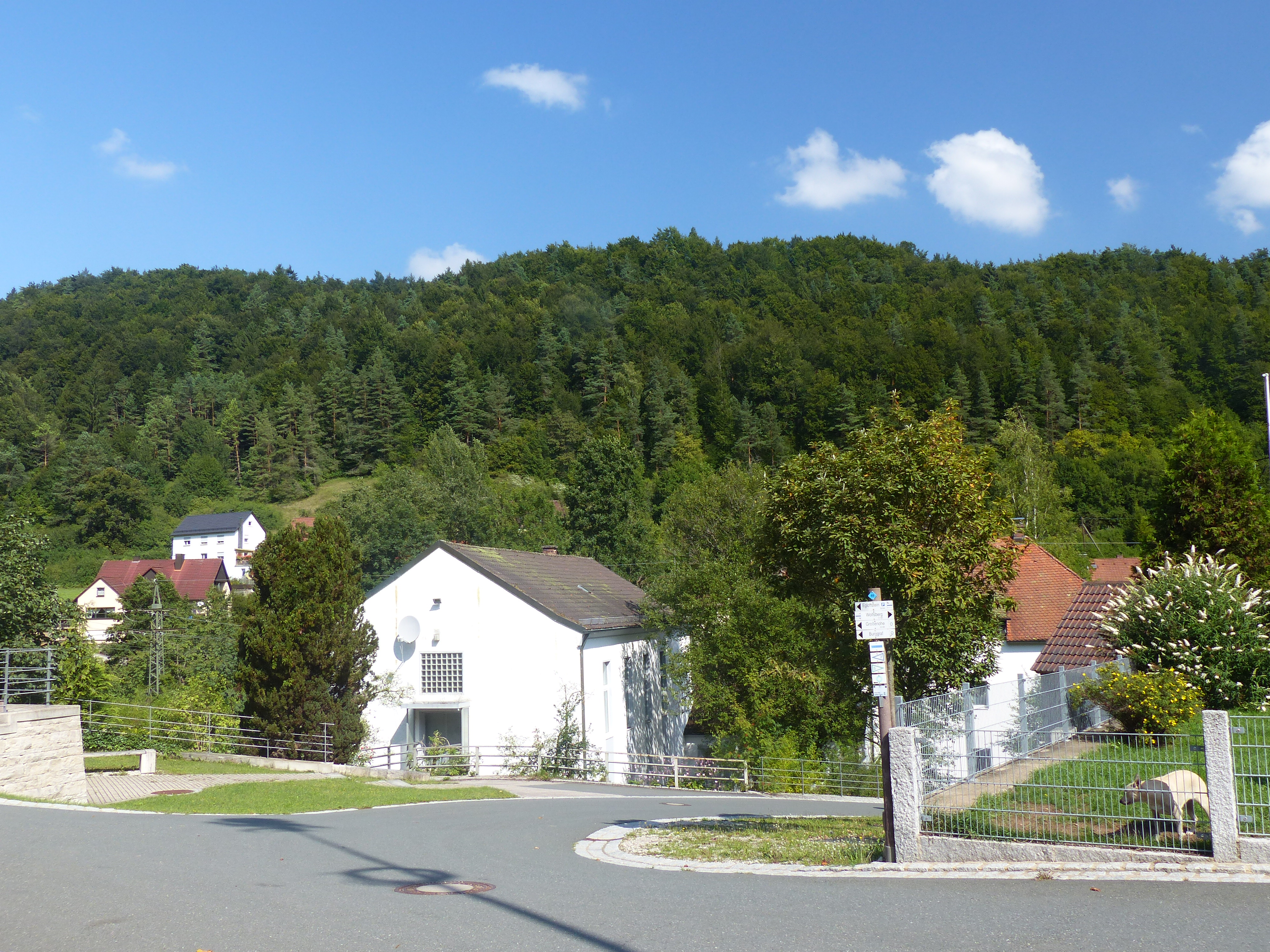
Das ehemalige Studio Untertrubach mit dem früheren Umspannwerk im Vordergrund

In Untertrubach existierte in den 1980er Jahren mit dem Studio Untertrubach das erste Tonstudio Deutschlands mit digitaler Tonaufzeichnung. Es befand sich auf einem Areal unterhalb der Filialkirche St. Felicitas, das nordseitig vom südlichen Ufer der Trubach begrenzt wird. Es gehörte damals zu den modernsten Studios Europas. Die genutzten Räumlichkeiten waren in einem Gebäudekomplex aus drei miteinander verbundenen Bauwerken untergebracht. Es bildete auf einer Grundfläche von etwa 2100 m² ein L-förmiges Ensemble. Der Regieraum und die drei Aufnahmeräume des Studios befanden sich im Südgebäude des Komplexes, einem ehemaligen Umspannwerk. Das straßenseitig gelegene Nordgebäude enthielt Übernachtungs- und Wohnmöglichkeiten für Musiker und Gasttechniker. Im Mittelbau war eine Lounge mit Aufenthalts- und Ruhebereichen untergebracht.

## Verkehr
Die Anbindung an das öffentliche Straßennetz wird durch die durch den Ort führende Staatsstraße St 2260 hergestellt, die aus dem Westen von Haselstauden kommend in ostnordöstlicher Richtung nach Wolfsberg weiterverläuft.

## Baudenkmäler

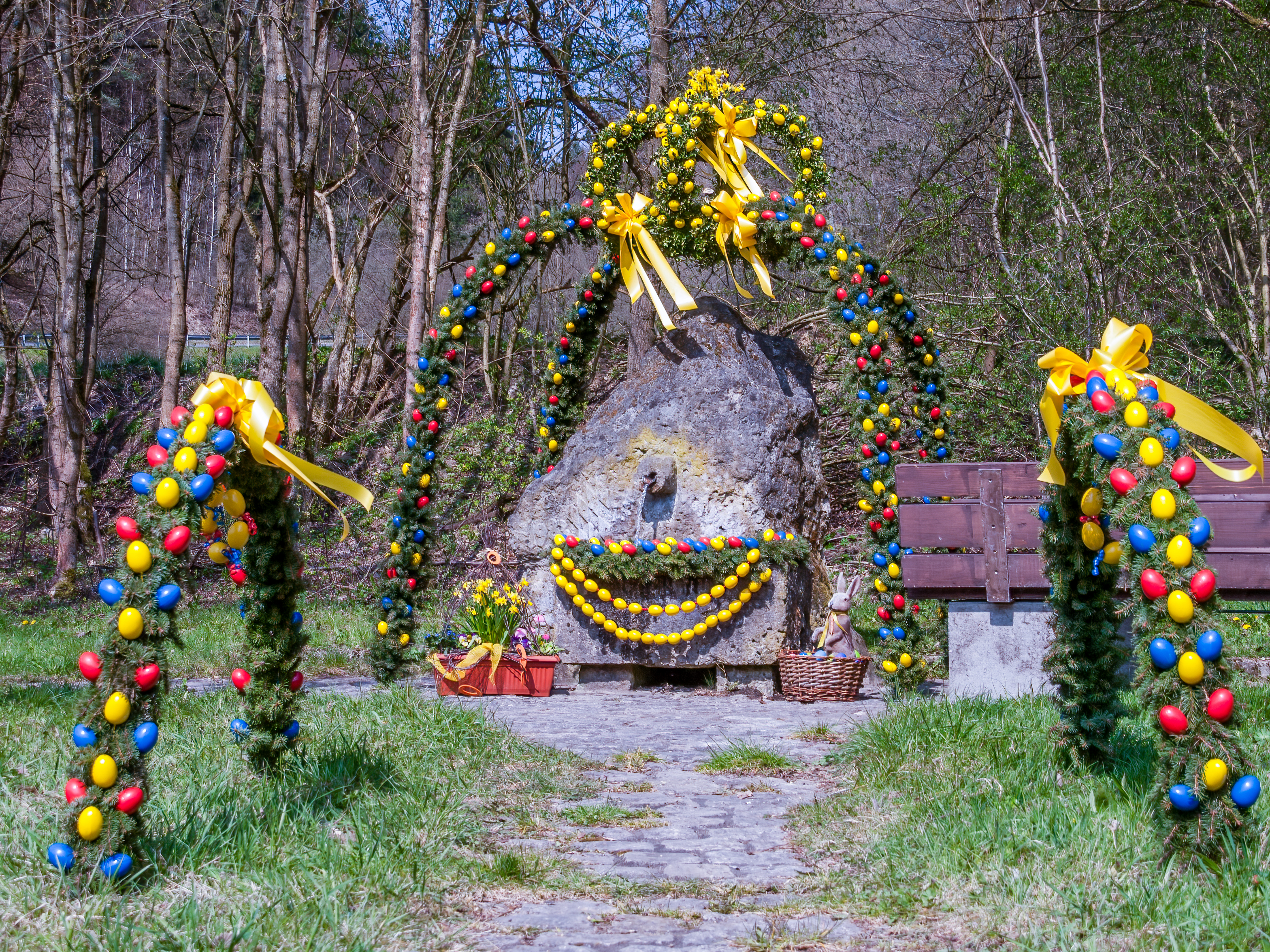
Osterbrunnen Untertrubach

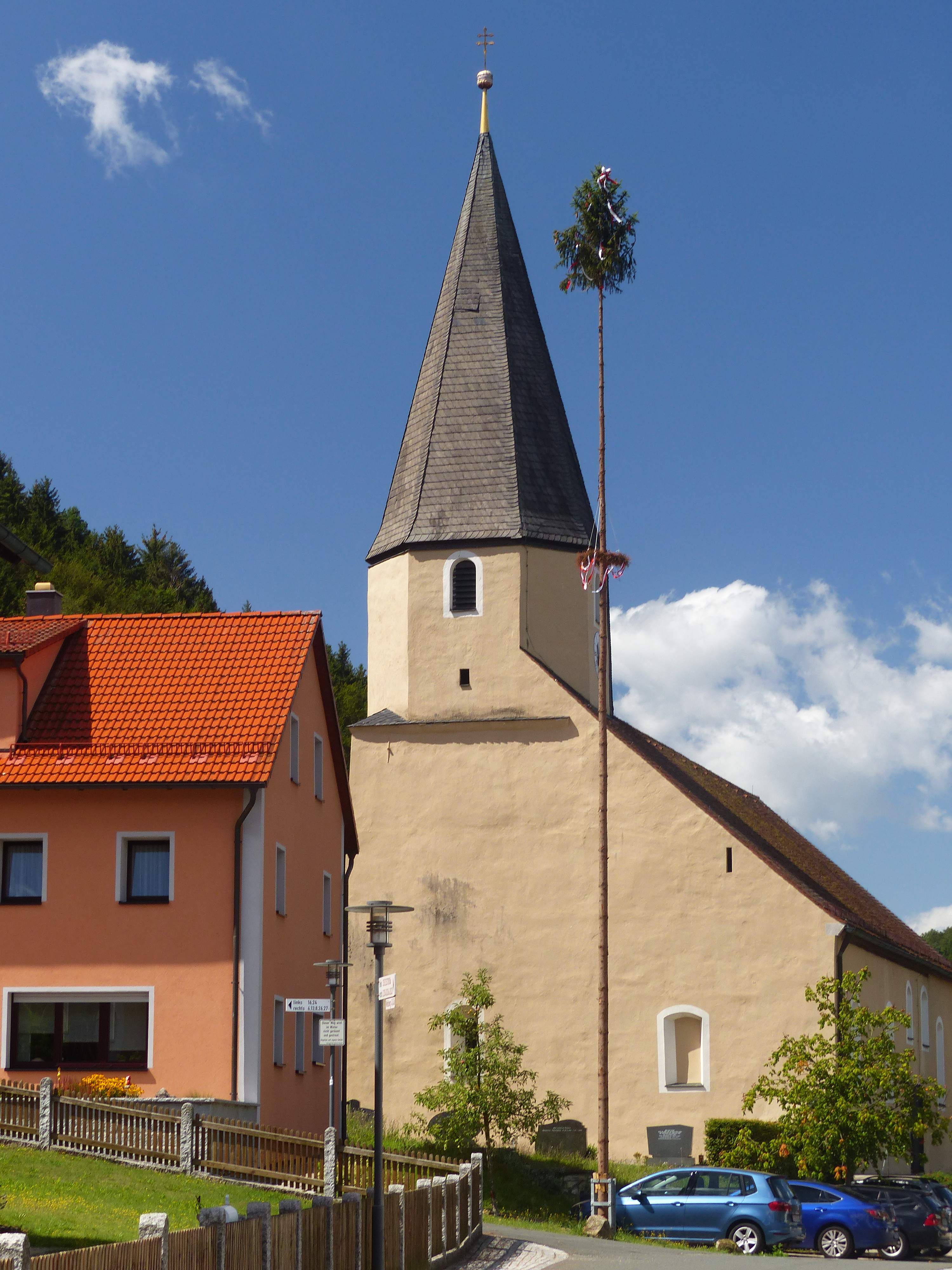
Die Filialkirche St. Felicitas

Bei der katholischen Filialkirche St. Felicitas handelt es sich um eine Chorturmkirche, deren Anfänge auf das 13. Jahrhundert zurückgehen.